# Inventions & Dimensions
«Винаходи та розміри» — це третій альбом Гербі Генкока, записаний 30 серпня 1963 року для Blue Note Records. Цей альбом є незвичним помітно роллю латино-американських ударних, хоча цей альбом і не належить до латиноамериканського джазу, а скоріше, характеризується елементами модального джазу та пост-бопу.
1. «Succotash» — 7:40
2. «Triangle» — 11:01
3. «Jack Rabbit» — 5:57
4. «Mimosa» — 8:38
5. «A Jump Ahead» — 6:33
6. «Mimosa» (alternate take) — 10:06 Bonus track on reissue